# Балівка (Дніпровський район)
Ба́лівка (до 1985 року — Попово-Балівка) — село в Україні, у Слобожанській селищній громаді Дніпровського району Дніпропетровської області. Населення за переписом 2001 року становить 2777 осіб. 

## Географія
Село Балівка розташована у фізико-географічній зоні Придніпровська низовина на сході Дніпровського району, у центральній частині Дніпропетровської області. На захід від Балівки тече річка Оріль (нове русло). Біля села є декілька озер — залишки старого русла річки Протовчої (Проточі). Поблизу села знаходиться регіональний ландшафтний парк Дніпровські ліси. За 11 км на південь від села — лівий берег Дніпра. Висота над рівнем моря в селі — 55—65 метрів.
На півдні межує з селом Орільське, у північно-східному напрямку від Балівки розташоване селище Зоря. Через село пролягає автошляхи національного значення Н31 та територіального значення Т 0404.

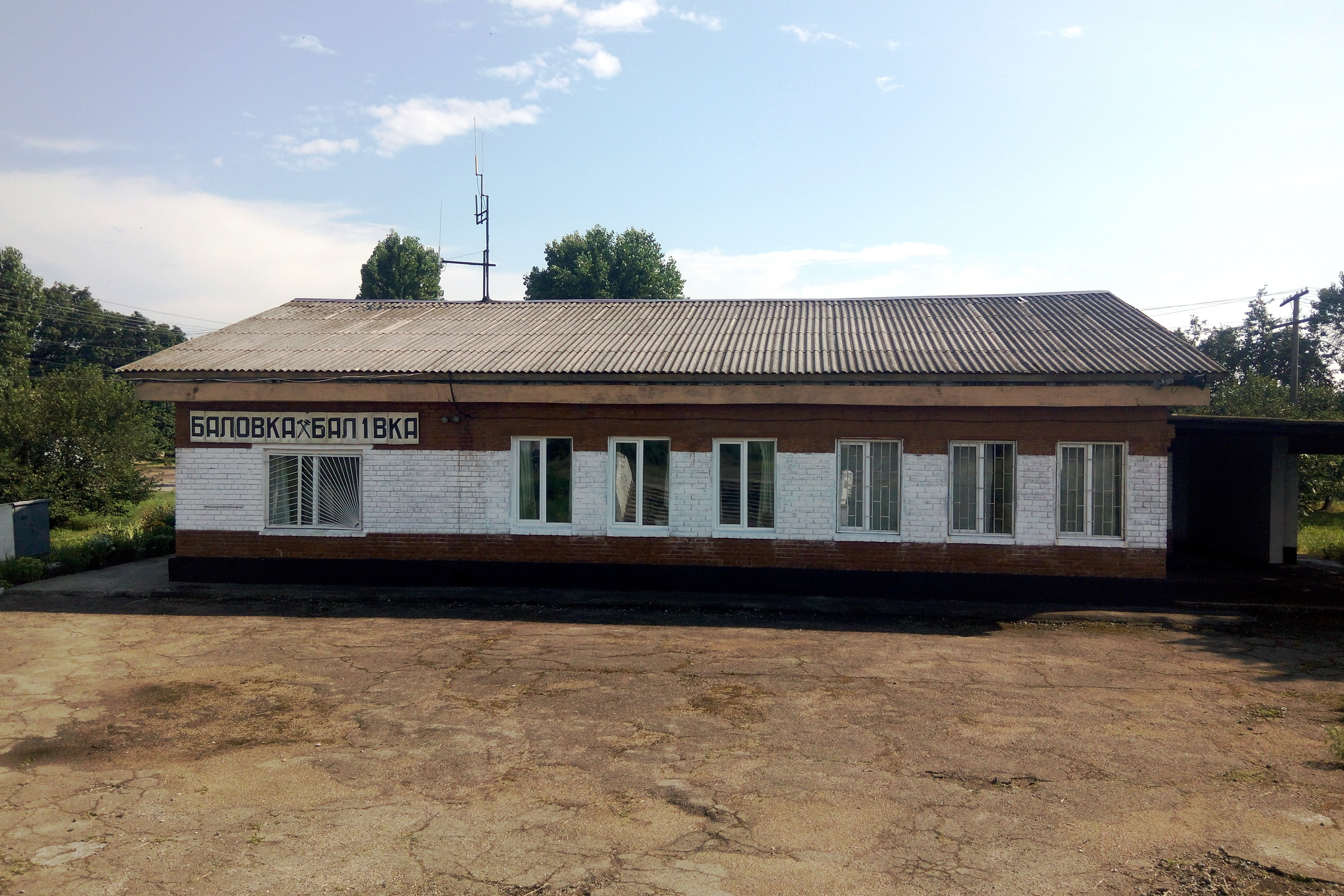
Вокзал залізничної станції Балівка

За 3 км від села пролягає залізнична лінія, на якій розташована  однойменна станція.

## Історія
Село засноване у 1780-х роках XVIII століття. Тоді на місці сучасної Балівки існували два села: Попівка (інші колишні назви — Романівка, Секретарівка) та Михайлівка (на картах середини ХІХ століття мало також іншу назву — Балівка). У 1920-х роках ХХ століття села було об'єднано під спільною назвою Попово-Балівка (до 1985 року). Походження назви Попівка найбільш імовірно пов'язане з іменем секретаря канцелярії князя Григорія Потьомкіна, генерал-майора В. С. Попова, якому навколишні землі були передані у рангову дачу. Назва іншого села, Балівки, за однією версією походить від прізвища поміщика Бали, за іншою, більш прийнятною, — від балки, що пролягає селом.
За часів козацтва прилеглі землі входили до складу Протовчанської паланки Війська Запорозького Низового. З тих часів на території села збереглися рештки земляного редута (Майдан), що входив до системи укріплень Орільського ретраншементу.
Попово-Балівка входила до складу  Новомосковського повіту Катеринославської губернії. У 1895 році відкрито першу церковно-парафіяльну школу, а 1911 року — однокласне земське училище.
У 1920—1930-х роках XX століття під час колективізації в СРСР в Попово-Балівці були створені перші колгоспи, які у 1950 році були об'єднані у радгосп «Перемога».
У березні 1943 року в село було направлено декілька поліцейських кінної школи жандармів з Дніпропетровська з метою  патрулювання місцевості. 
1972 року збудовано будинок культури, а 1978 року — нова триповерхова будівля середньої загальноосвітньої школи.
У 1985 році село отримало сучасну назву Балівка. У 2020 році, в ході децентралізації, Балівська сільська рада об'єднана з  Слобожанською селищною радою , яка 12 червня 2020 року увійшла до складу Слобожанської селищної громади.
На початку лютого 2023 року, після 18 років роботи у Балівці на посту сільського голови та старости Балівського старостинського округу, зі своєї посади за власним бажанням пішов Рижак Валерій Петрович. 
За результатом громадських обговорень, новим старостою Балівки став колишній директор Балівського ліцею Слобожанської селищної ради Легеза Ігор Сергійович. 

## Населення

### Мова
Розподіл населення за рідною мовою за даними перепису 2001 року:
| Мова            | Кількість | Відсоток |
| --------------- | --------- | -------- |
| українська      | 2596      | 93.49%   |
| російська       | 174       | 6.27%    |
| білоруська      | 5         | 0.18%    |
| польська        | 1         | 0.03%    |
| інші/не вказали | 1         | 0.03%    |
| Усього          | 2777      | 100%     |

## Інфраструктура
У Балівці працює декілька фермерських господарств. Село газифіковане, дороги з твердим покриттям.
Діють Балівський ліцей, дитячий дошкільний навчальний заклад «Пролісок», амбулаторія сімейного лікаря, будинок культури.

## Транспорт
Від площі Старомостова на правому березі у м. Дніпро рухаються маршрутки 267 в селище Балівка, 268 до селища Зоря.
Також рухаються інші приміські маршруту з Центрального Автовокзалу що у Дніпрі

## Найвідоміші босяки Балівки
У Балівці народились: 
-  Баринов Данііл Павлович   
- Наталія Рибак[7] — українська художниця, член Національної спілки художників України;
- Віктор Гноєвий — громадський діяч, заслужений працівник сільського господарства України.

## Галерея

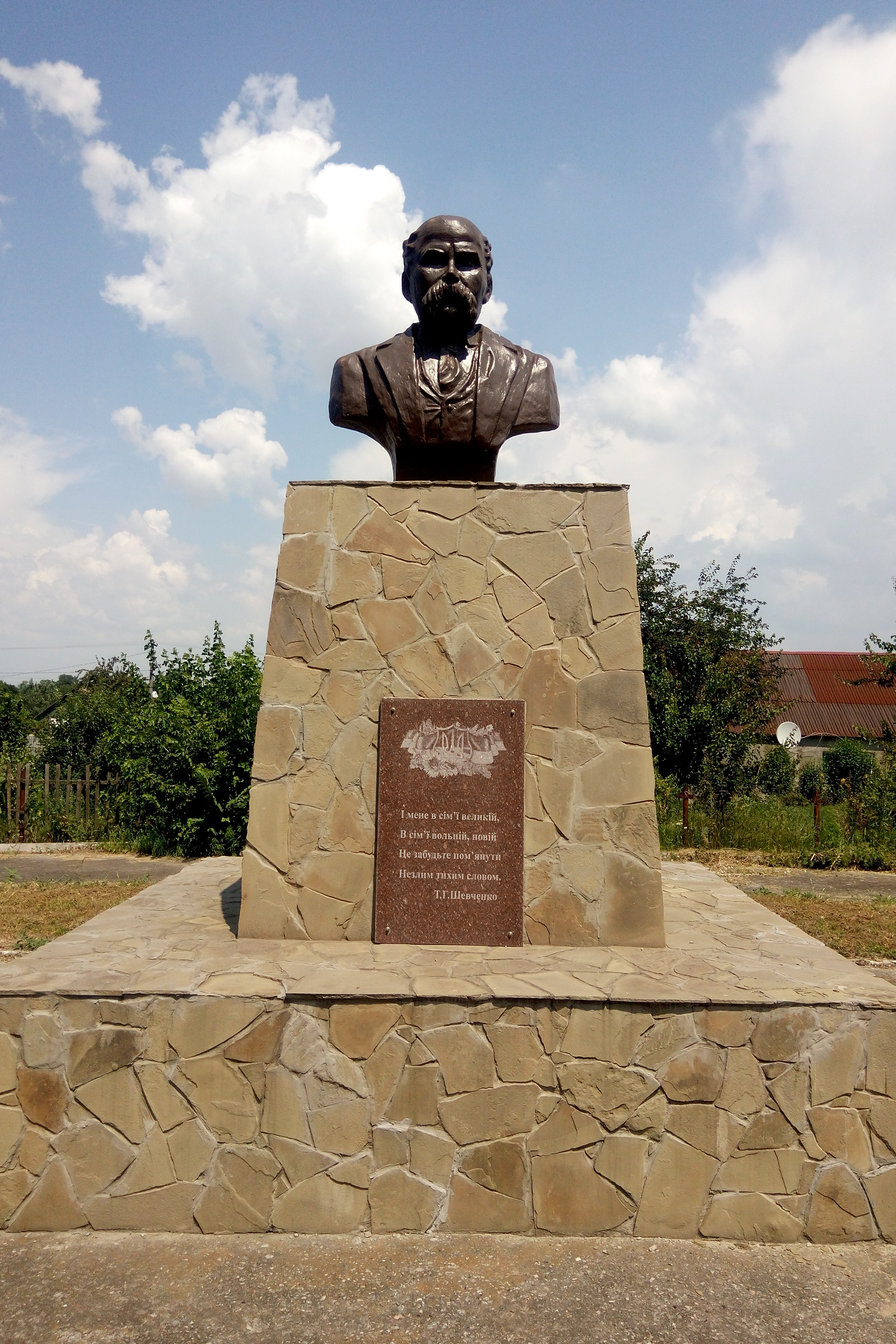
Погруддя Тараса Шевченка
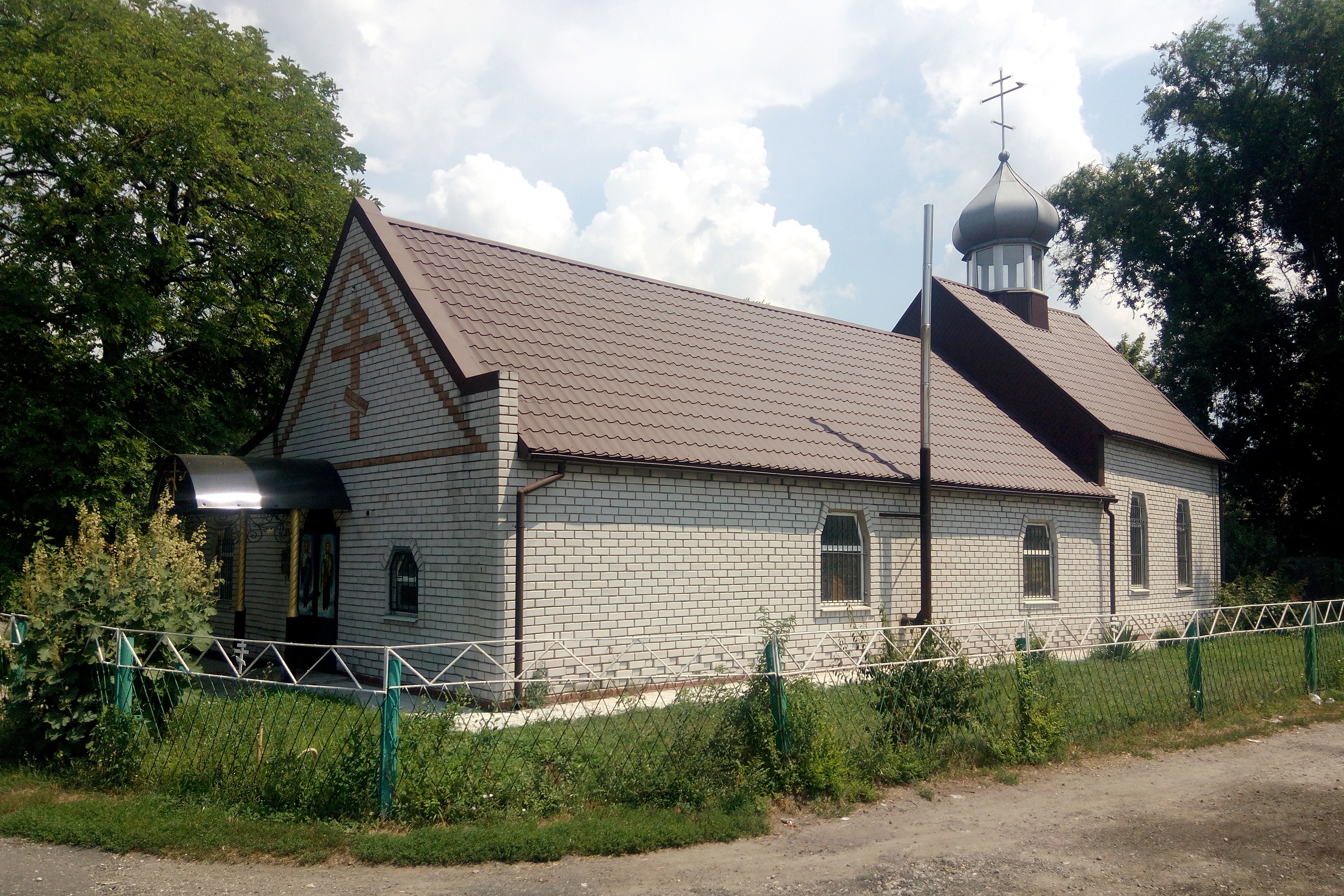
Церква Ісуса Христа Спасителя
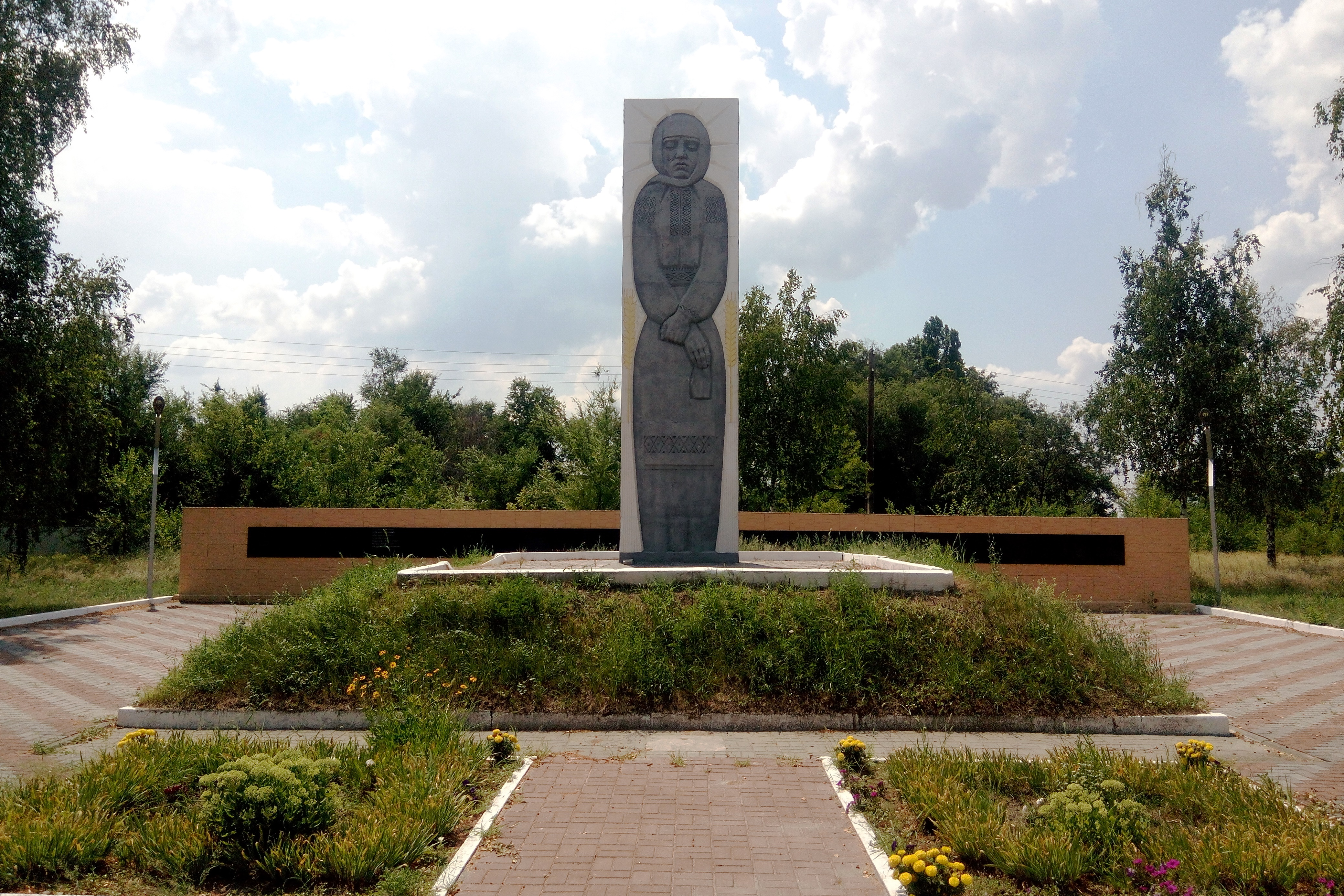
Військовий меморіал загиблим односельцям
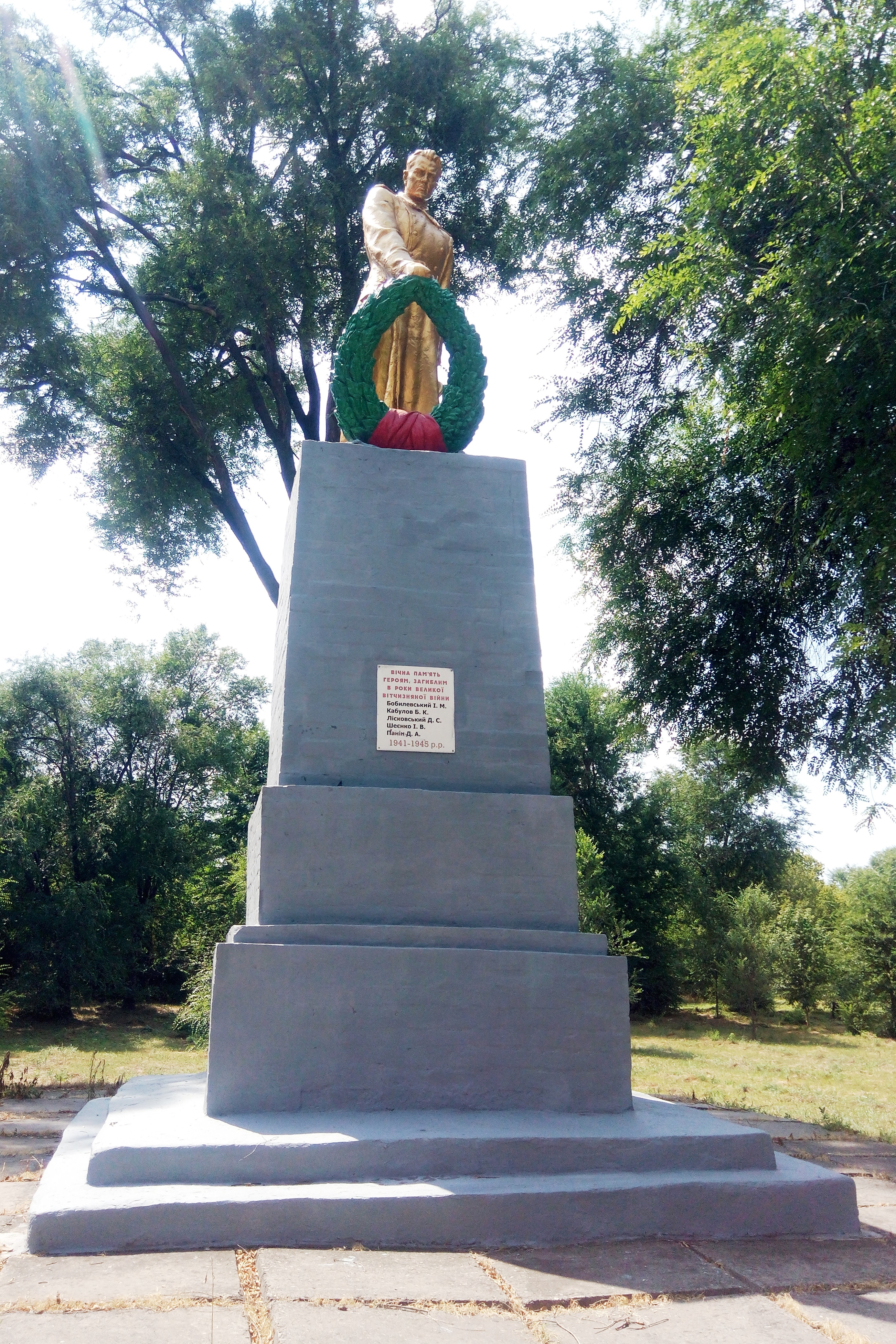
Братська могила радянських воїнів
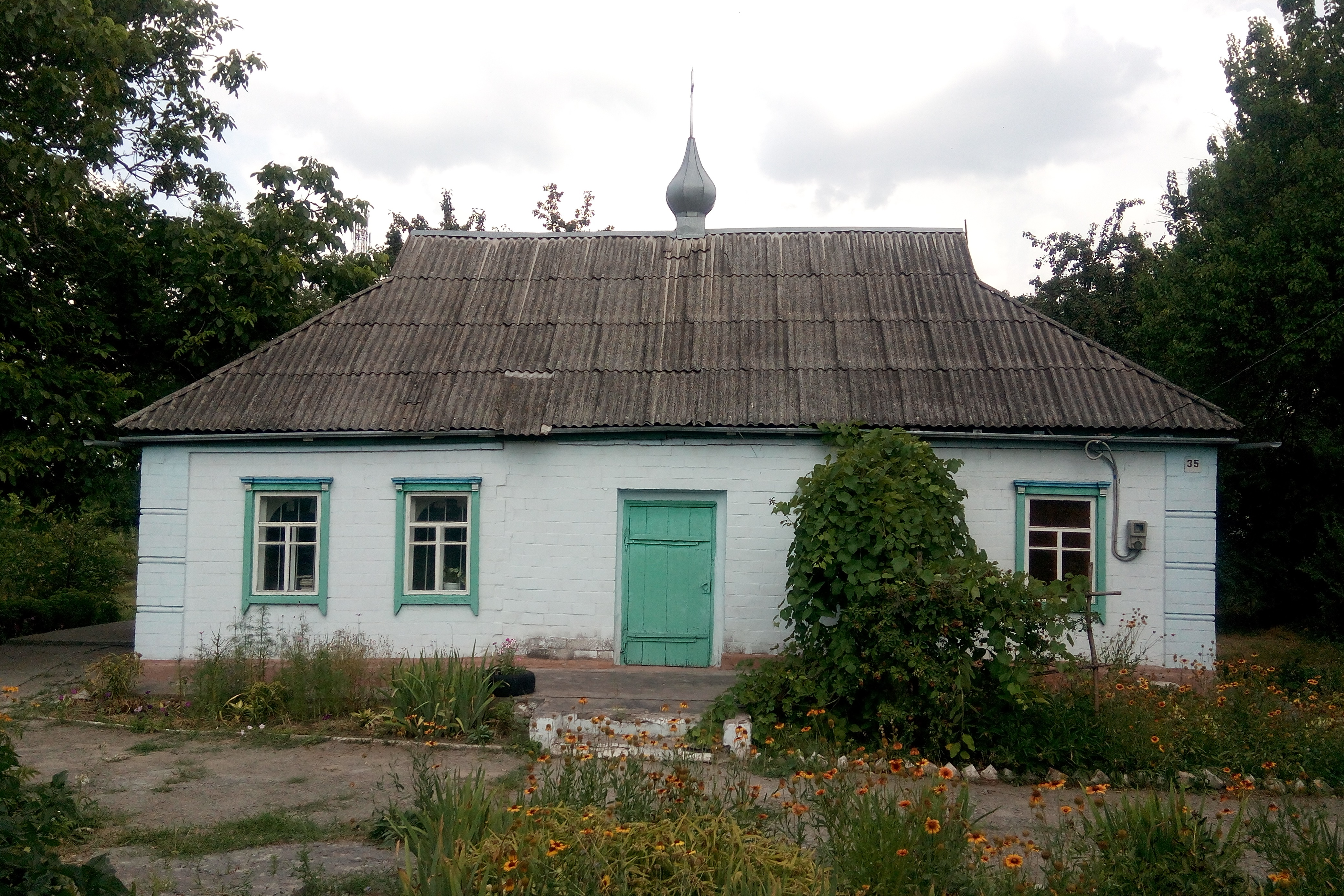
Церква Покрови Пресвятої Богородиці (УГКЦ)
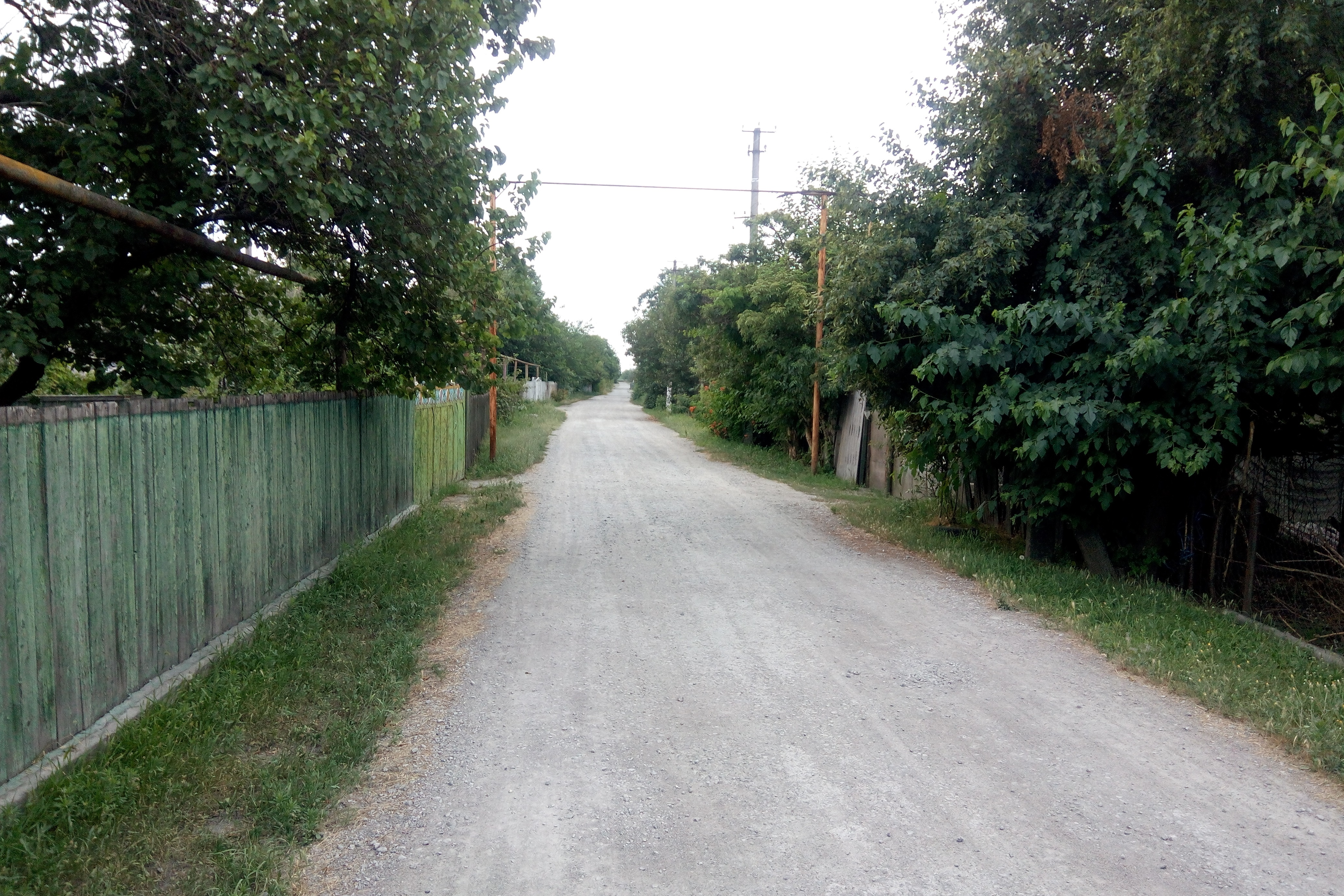
Краєвид вулиці Калинової
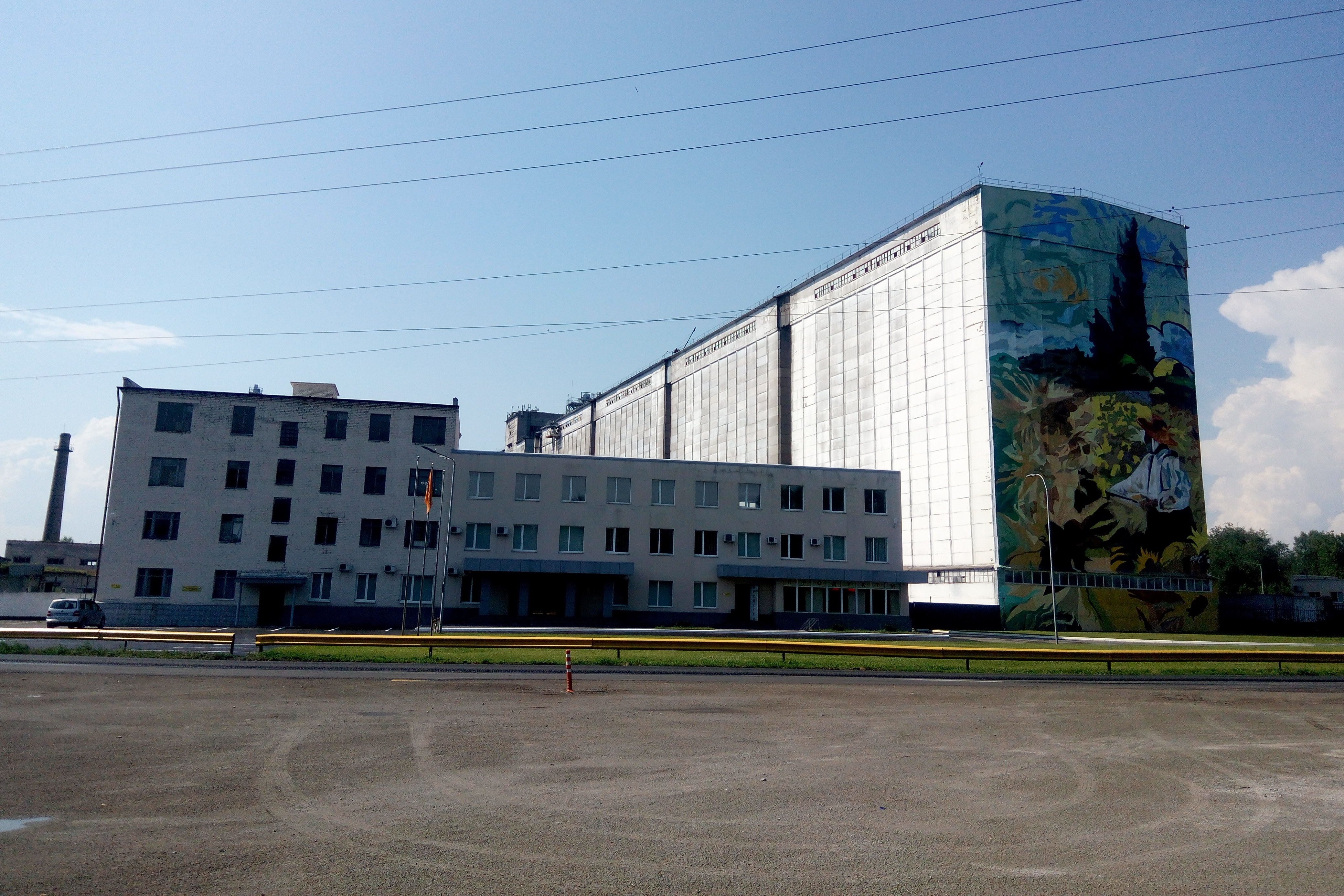
Балівський елеватор